# MÁV-Baureihe C-50
Die MÁV-Baureihe C-50 (UIC-Nummer 234) ist eine zwischen 1952 und 1968 in großer Stückzahl produzierte ungarische Diesellokomotive für Schmalspurbahnen.

## Geschichte

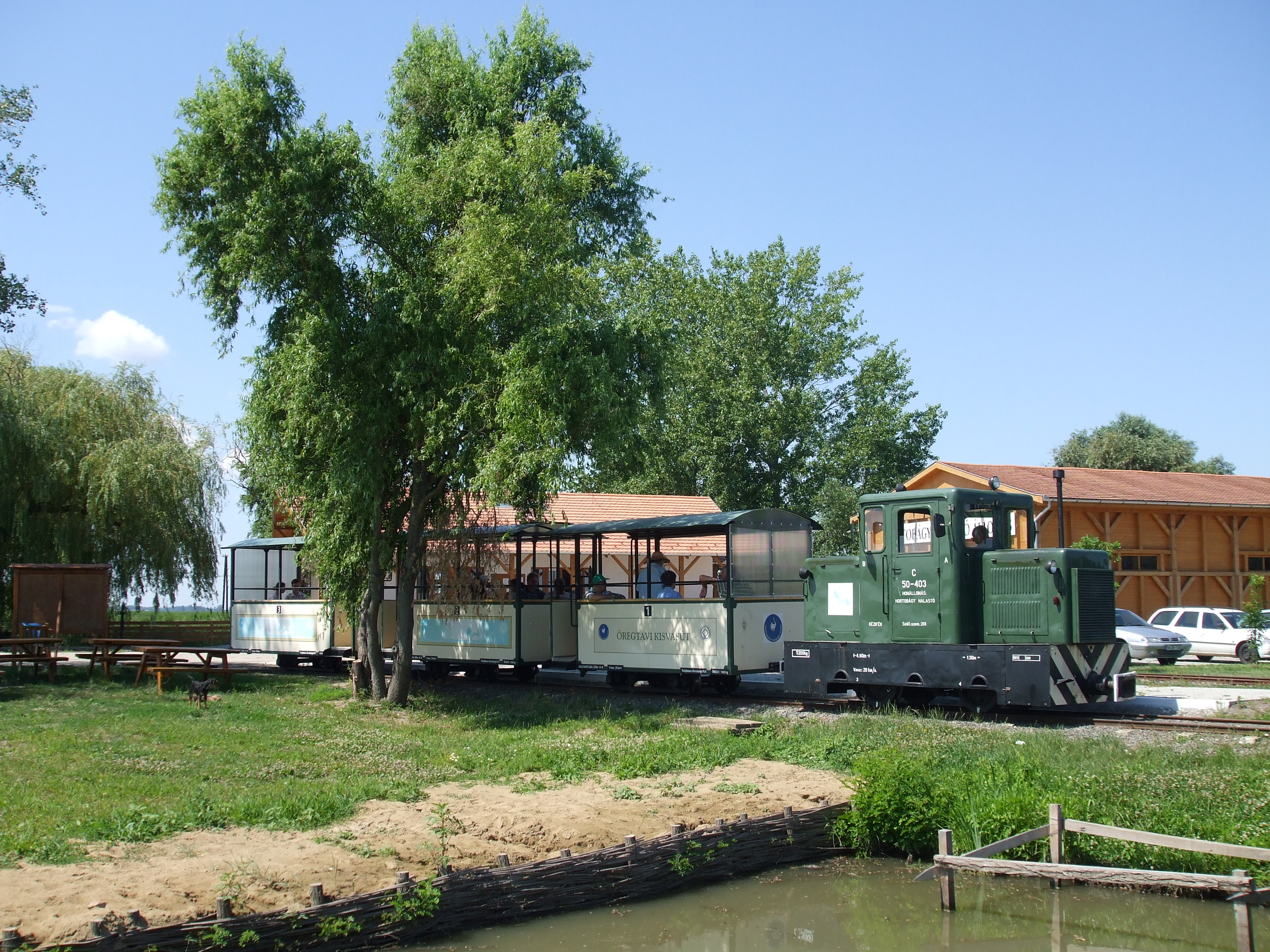
C-50 bei der Fischzuchtbahn Hortobágy (Spurweite 760 mm)

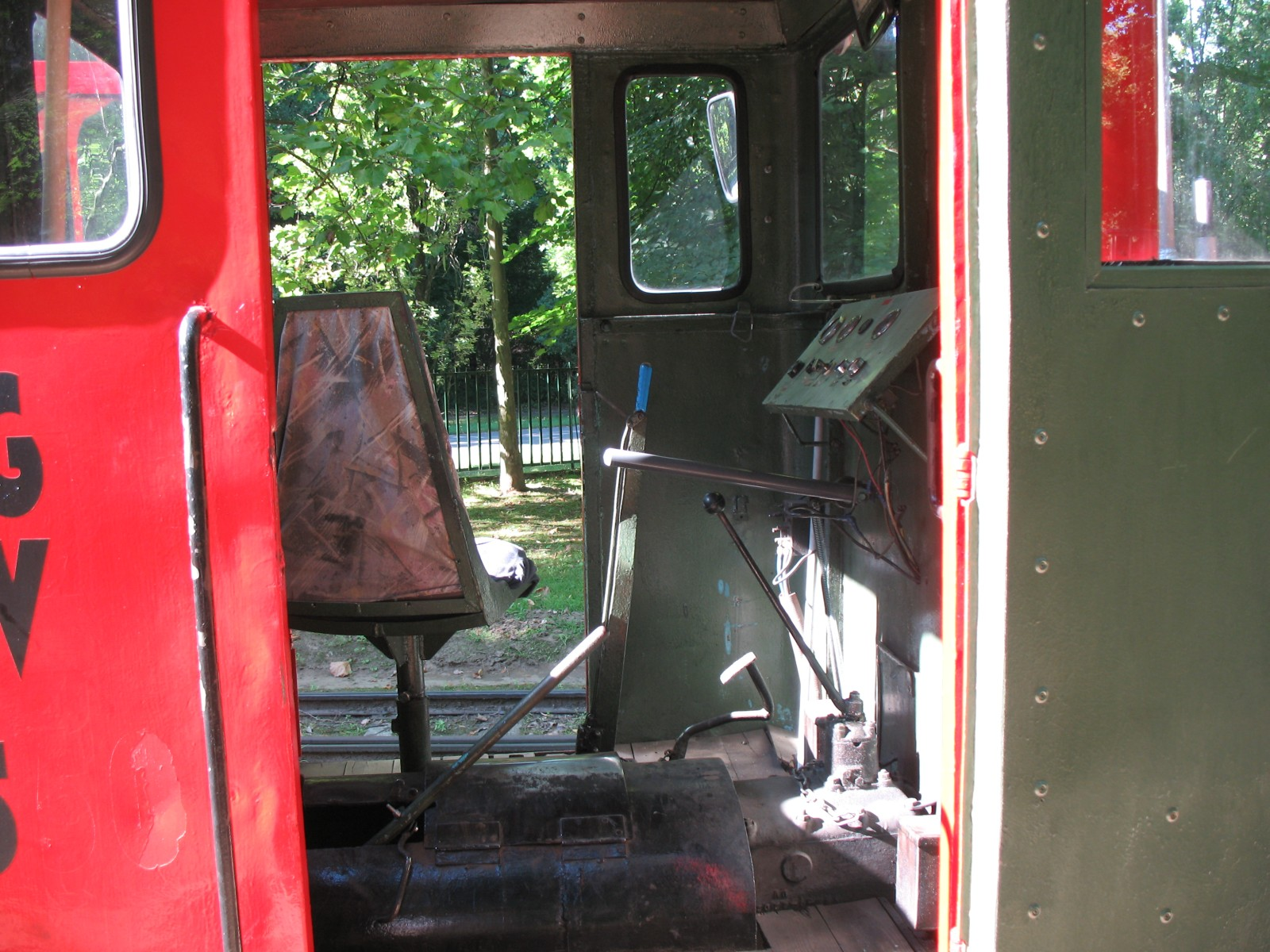
Führerstand

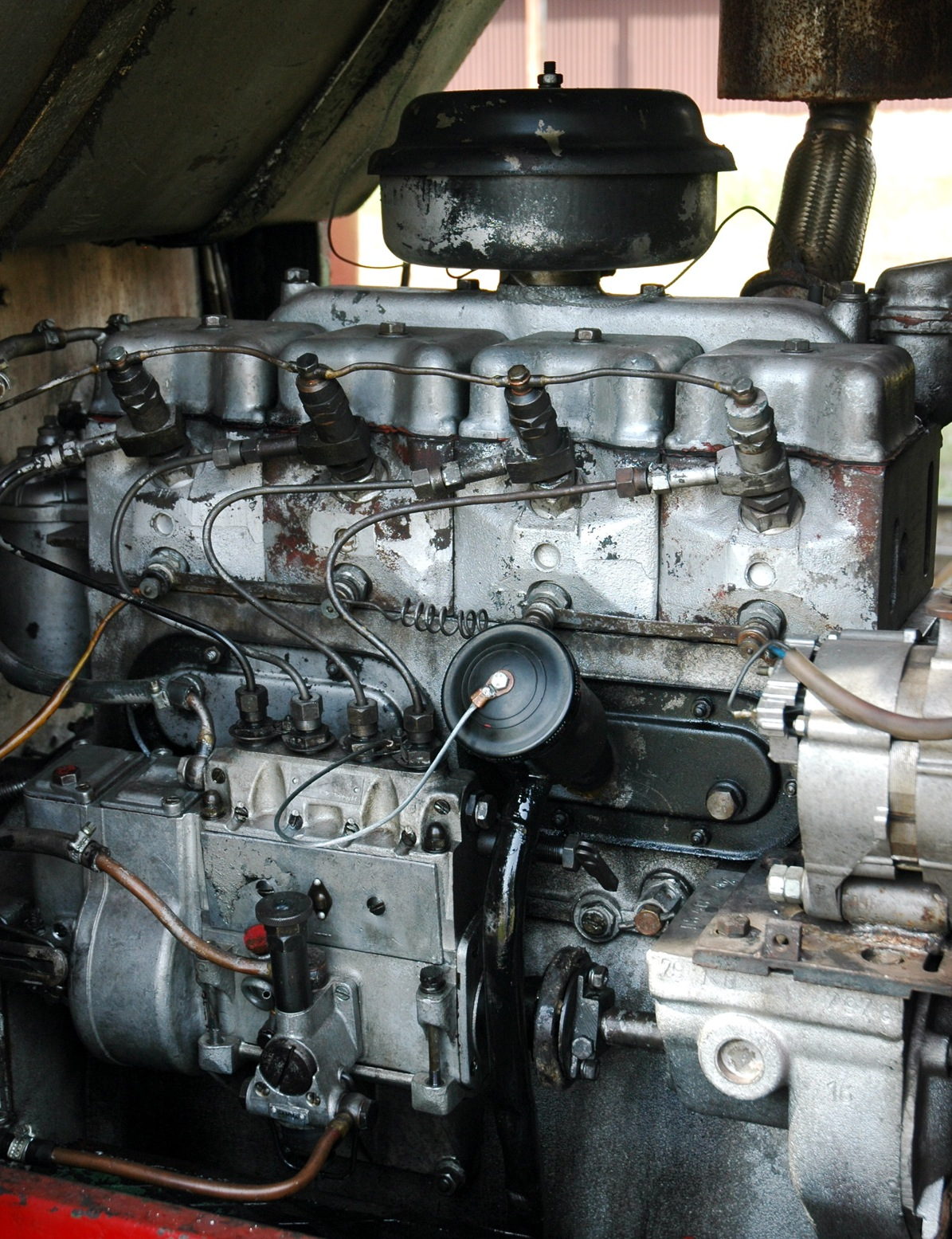
Dieselmotor Csepel D413

Die Produktion der Baureihe wurde im Jahr 1952 im Ausbesserungswerk Nord der Magyar Államvasutak (MÁV) in Budapest mit 20 Exemplaren begonnen. Beim Antrieb wurde größtenteils auf LKW-Bauteile des Herstellers Csépel zurückgegriffen.
Die Lokomotiven wurden zunächst hauptsächlich für die Wirtschaftsbahnen der MÁV mit einer Spurweite von 760 mm hergestellt, später wurden sie jedoch in großen Stückzahlen auch für Industrie- und Waldbahnen mit einer Spurweite von 600 und 1000 mm hergestellt sowie 20 Lokomotiven in die DVR Korea exportiert.
Mit der Stilllegung vieler Schmalspurbahnen in den 1960er Jahren sank der Einsatzbestand der Baureihe, jedoch werden sie bis in die Gegenwart von nun überwiegend touristisch betriebenen Wirtschafts- und Waldbahnen sowie ehemaligen Pioniereisenbahnen eingesetzt, unter anderem bei der Waldbahn Lillafüred, der Schmalspurbahn Tiszakécske oder der Széchenyi-Museumsbahn Nagycenk.

## Technik
Die Lokomotive besitzt einen Rahmen aus gewalzten Stahlprofilen, der an den Ecken jeweils einen Kasten für die Unterbringung von zusätzlichen Gewichten besitzt. Damit lag der Schwerpunkt sehr niedrig, was dem Fahrverhalten auf schlecht verlegten Gleisen zugutekam, und es konnten dadurch Reibungsgewicht und Achsdruck etwas variiert werden. An den Fronten war die standardmäßige Mittelpufferkupplung federnd montiert, sie konnte in der Höhe verstellt werden.
Der Lokkasten mit den kleinen Vorbauten besteht aus verblechten Stahlspanten. Das Fahrwerk war je nach Bauserie mit Innenrahmen (Baureihe 3700) oder Außenrahmen (Baureihe 5700) versehen und verfügte über eine Federung mittels Blattfedern.
Der Antrieb erfolgt durch einen Reihenvierzylinder-Viertakt-Vorkammer-Dieselmotor von Csépel vom Typ W 413 (ein Lizenzbau des Steyr WD 413), der wahlweise durch einen Elektrostarter oder mittels Kurbel angeworfen werden konnte. Über ein herkömmliches, 5-gängiges LKW-Getriebe von Csépel (mit Fußkupplung und Schalthebel) und ein zweistufiges Wechsel- und Wendegetriebe, erfolgt die Kraftübertragung auf beide Radsätze.
Die Fahrzeuge besitzen neben der Motorbremse lediglich eine mittels Fußpedal betätigte Bremse sowie eine Handbremse.